# Liste von Manga-Magazinen
Diese Liste ist eine unvollständige Zusammenstellung aus Manga-Magazinen, in denen Mangas veröffentlicht werden.

## Japanische Magazine

### Kodomo
- CoroCoro Comic

### Shōnen
- 4-Koma Nano Ace
- Comic Blade
- Comic Garden
- Dengeki Gao!
- Dragon Age
  - Dragon Age Pure (eingestellt)
- Gangan Joker
- Gangan Powered (eingestellt)
- Jump SQ
- Monthly Shōnen Jump (eingestellt)
- Monthly Shōnen Gangan
- Shōnen Ace
- Shōnen Champion
- Shōnen Magazine
- Shōnen Sunday
- Weekly Shōnen Jump
- Young King Ours

### Shōjo
- Asuka
- Bessatsu Friend
- Bessatsu Margaret
- Bessatsu Shōjo Comic
- Cheese!
- Ciao
- Cookie
- Dessert
- Flowers
- Hana to Yume
- LaLa
- Margaret
- Nakayoshi
- Nemuki
- Petit Comic
- Princess
- Ribon
- Shōjo Comic
- Shōjo Friend (eingestellt)
- Sylph
- Wings

### Seinen
- Afternoon
- Big Comic
  - Big Comic Original
  - Big Comic Spirits
  - Big Comic Superior
  - Big Gold (eingestellt)
- Business Jump
- Combat Comic
- Combat Magazine
- Comic Birz
- Comic Dengeki Daiō
- Comic Flapper
- Comic Tom
- Comp Ace
- Comptiq
- Evening
- Ikki
- Manga Action
- Morning
- Newtype
- Shōnen Ace
- Super Jump
- Ultra Jump
- Young Animal
- Young Gangan
- Young Jump
- Young Magazine
- Young Sunday

### Josei
- Be Love
- Big Comic for Lady (eingestellt)
- Comic Amour (eingestellt)

- Young Amour

- Chorus
- Cutie
- Feel Young
- Kiss
- Yan Mama Comic (eingestellt)
- You
- Young You (eingestellt)

### Boys Love
- Be×Boy
  - Be-Boy Gold
  - Be-Boy Zip
  - Be-Boy Love
- Dear+
- June (eingestellt)

### Alternativ
- AX
- COM (eingestellt)
- Garo (eingestellt)
- Manga Erotics F

## Deutsche Magazine
- Banzai (eingestellt)
- Daisuki (eingestellt)
- Manga Power (eingestellt)
- Manga Twister (eingestellt)
- Paper Theatre